# Facciamo finta che sia vero
«Facciamo finta che sia vero» (укр. «Припустимо, що це правда») — студійний альбом італійського співака Адріано Челентано, який випущено 29 листопада 2011 року лейблами «Universal Music» і «Clan Celentano». Запис пісень тривав протягом двох років, з 2010 по 2011 роки. Повторний реліз альбому відбувся 2 жовтня 2012 року.
Альбом виданий в трьох варіантах — самостійний CD, LP, а також версія CD+DVD. П'ять композицій — «Non ti accorgevi di me», «Non so più cosa fare», «Ti penso e cambia il mondo», «Anna parte» і «La cumbia di chi cambia» — також випущені окремо як цифрові сингли. На одну з цих пісень, «Non so più cosa fare», знято музичний відеокліп.
Цей альбом Челентано записав через чотири роки після виходу свого попереднього диску «Dormi amore, la situazione non è buona». У створенні альбому вперше за довгий час не брали участь постійні партнери співака — композитор Джанні Белла і поет-пісняр Могол, з якими Челентано співпрацював з 1999 року. Зміна авторів здійснена з ініціативи Клаудії Морі.
Альбом є спільною роботою Челентано з такими співаками і композиторами, як Франко Баттіато, Джуліано Санджорджі, Ману Чао, Філ Палмер, а також репер Джованотті і піаніст Рафаель Гуалацці, представник Італії на Євробаченні-2011. В Італії альбом отримав статус двічі платинового.

## Історія створення і вихід
Спочатку планувався одночасний вихід диска і мультсеріалу «Адріан», де Челентано виступив як режисер і художній директор, на початку 2012 року, так як вони повинні мали стати складовими однієї історії. Проте 28 вересня 2011 року в італійській газеті «Corriere della Sera» з'явилася стаття, в якій повідомлялося про швидкий вихід пісні з нового диску Адріано Челентано. За кілька днів до цього один з учасників запису альбому — Джованотті, розмістив у своєму Twitter відеоролик, знятий в студії «Pinaxa» в Мілані, де і записувалася одна з пісень альбому. У відеоролику співак дав кілька коментарів з приводу запису нової пісні з Челентано: «Ви не уявляєте собі, що сталося. Вчора і позавчора в цій студії витав вітер змін, вітер історії, вітер рок-н-ролу». 21 жовтня на сайті iTunes з'явився перший сингл з нового диску, «Non ti accorgevi di me». Пісня розповідала про бажання любити і бути коханими, а також необхідності зрозуміти один одного як себе самого.

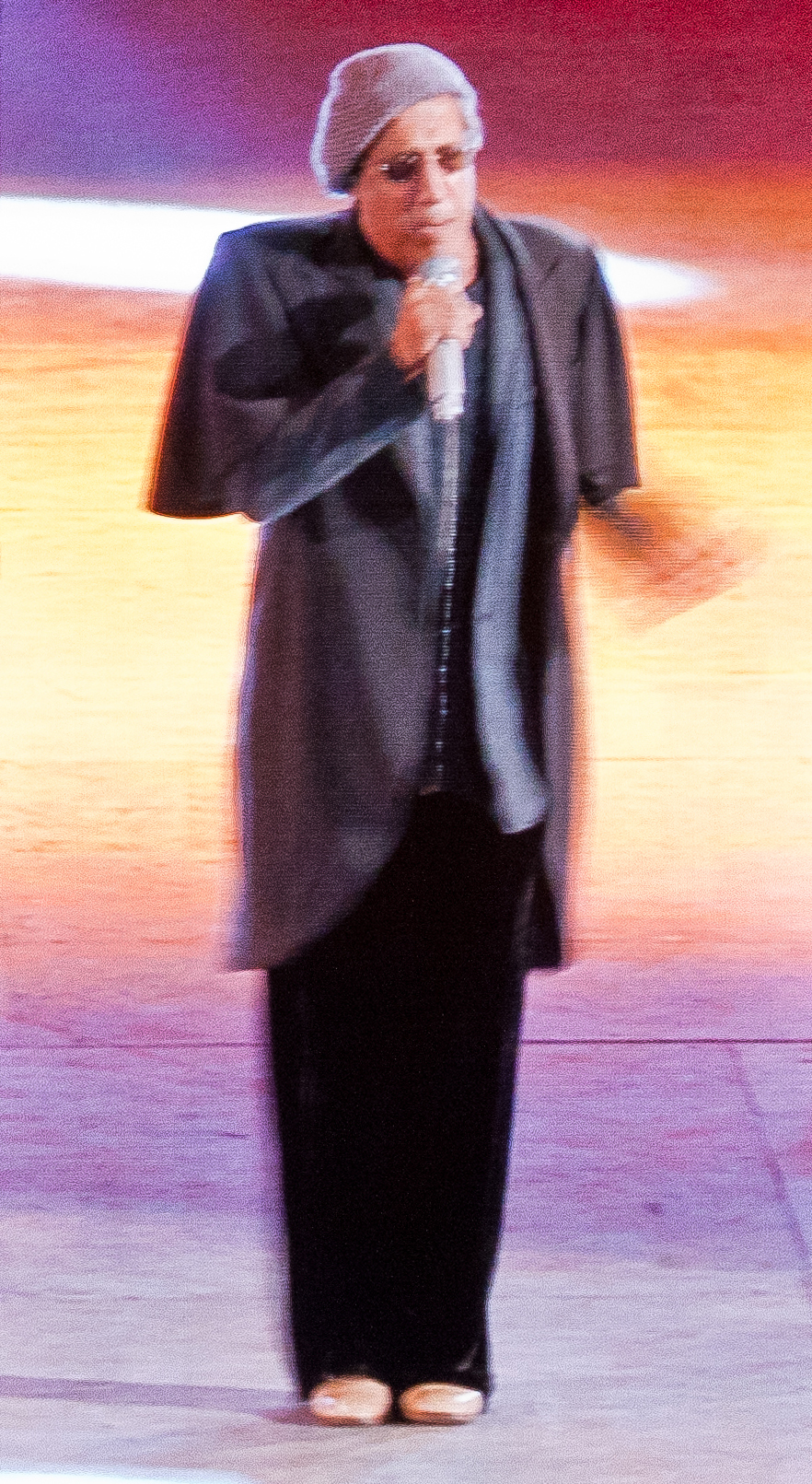
На шоу «Rock Economy» Адріано виконав наживо чотири пісні з альбому (2012)

24 листопада 2011 року Клаудія Морі, дружина Челентано, дала прес-конференцію, присвячену виходу нового альбому. Диск вийшов 29 листопада. До офіційного видання також додавався буклет, що містив тексти пісень і фотографії, зроблені під час запису альбому, а також список всіх учасників запису.
2 грудня 2011 року видано черговий випуск журналу «la Repubblica XL» з заголовком: «The Clan. Челентано дзвонить, Джованотті і Джуліано Санджіорджі відповідають. Історія великої зустрічі». На обкладинці журналу була фотографія Челентано, Джованотті і Санджорджі.
11 грудня 2011 вийшов офіційний кліп на пісню «Non so più cosa fare» з нового альбому. Його прем'єра на телебаченні відбулася в рамках шоу «Che tempo che fa», гостею якого в той вечір була Клаудія Морі. У кліпі знялися всі чотири виконавці цієї пісні — Челентано, Джованотті, Франко Баттіато і Джуліано Санджорджі.
Титульну пісню «Facciamo finta che sia vero» Челентано також виконав на відкритті фестивалю італійської пісні в Сан-Ремо 14 лютого 2012 року, а на закритті фестивалю, 18 лютого, він заспівав ще дві пісні з нового альбому — «La cumbia di chi cambia» і «Ti penso e cambia il mondo», останню — спільно з ведучим фестивалю, Джанні Моранді. Всі пісні прозвучали наживо. 8 і 9 жовтня 2012 року чотири пісні з альбому виконані співаком на його концерті «Rock Economy» у Вероні, де знову був друг Челентано, співак Джанні Моранді.
2 жовтня 2012 року вийшло перевидання альбому — CD+DVD. Перевидання включає в себе абсолютно іншу версію пісні «La cumbia di chi cambia», а також бонус-трек — live-версію «Ti penso e cambia il mondo» з Сан-Ремо. В DVD-диск увійшли: музичний кліп на пісню «Non so più cosa fare», виступ Моранді і Челентано на фестивалі в Сан-Ремо, а також відеоролик про презентацію альбому.

## Художні особливості
Музика альбому представлена такими жанрами, як поп, рок, кумбія і танго. Аранжування пісень дуже різноманітні — в альбомі присутні як «важкі гітари» («Fuoco nel vento», «Non ti accorgevi di me»), так і легкі, романтичні клавішні інструменти («Anna parte», «La mezza luna»). Основні теми композицій — боротьба за екологію, міркування про економічну кризу, корупцію, владу грошей і бездуховності. Завдяки новим авторам пісень, диск вийшов зовсім не схожим на попередні роботи Адріано 2000-х років. Альбом являє собою унікальний приклад живої музики в поєднанні з сучасною італійською поезією, що відображають сучасний настрій авторів, як людей різних поколінь. В інтерв'ю телеканалу TG1 Челентано характеризував диск як «крик люті», і заявив, що цей альбом — найбільш «політичний». Але, в той же час, диск не позбавлений ліричних тем, оскільки, як пояснював Челентано, «любов є навіть в стражданнях». В інтерв'ю для видання «Il Venerdì di Repubblica» від 2 грудня 2011 року на питання про те, як йому вдалося знайти спільну мову зі своїми новими співавторами, Челентано відповів:
«Коли художники працюють разом, дуже складно допустити сварку, так як є взаємний стимул, що змушує не тільки роздумувати, навіть коли ти не поділяєш думки іншого, але також і розвинути ідею, яка не завжди буває твоя. Справа не тільки в тому, що Баттіато, Джованотті і Джуліано з Negramaro мені дуже симпатичні, але ще і в тому, що між нами існує практично філософське взаєморозуміння»Оригінальний текст (італ.)
«Quando gli artisti sono alla pari è difficile che ci siano litigi proprio perché, in quanto alla pari, c'è una stima reciproca che ti obbliga non solo a riflettere quando magari non condividi il pensiero dell'altro, ma anche ad espandere una certa elasticità nell'accettazione di un'idea che non sempre è tua. Con Battiato, Jovanotti e Giuliano dei Negramaro c'è stato un rapporto direi quasi filosofico oltre che di simpatia»
Адріано вклав в музику то, що давно пише в газетах або що говорив в своїх рідкісних публічних виступах. Це — його політична мова, яка буде цікава не тільки сьогодні, але і завтра, тому що в цій країні давно нічого не міняється— Клаудія Морі розповідає про новий альбом свого чоловіка
Журналіст Мішель Серра був вражений піснею під назвою «Il mutuo» («Позика»), текст і музику до якої написав сам виконавець. Запитавши Челентано про його рівень знань в області економіки, журналіст отримав таку відповідь: «Щось я розумію, але є ще багато незрозумілих моментів. І все ж таки я бачу в ній бомбу, на якій сидить світ».
Обкладинка альбому є фотографію Челентано з агресивним виразом обличчя з електричною гітарою через плече. Ця ж фотографія використана і в обкладинці до синглу «Non ti accorgevi di me», але в цьому варіанті видно лише силует співака, який пофарбований в чорний колір. На задньому плані обкладинки альбому зображені якісь військові дії, вибухи, вертольоти, танки і солдати.
Як і в альбомі «Quel Punto» 1994 року, після закінчення декількох пісень чутні звукові ефекти (вітер, дитячі голоси, грім, поїзд). Композиція «La mezza luna» вже виконувалася Челентано раніше, вона увійшла до альбому «A New Orleans» 1963 року. У версії 2011 року використано сучасне аранжування, але текст і мелодія залишені без змін. Гармонічні звороти в пісні «Ti penso e cambia il mondo» частково запозичені з Прелюдії № 20 Фредеріка Шопена. Проте, 15 жовтня 2012 року на офіційному сайті Челентано з'явився запис, який пояснює, що твір Шопена є суспільним надбанням, тому його «цитування» не може розглядатися як порушення авторських прав.
Пісня «Non so più cosa fare», музику до якої написав популярний іспанський музикант Ману Чао, має незвичайний ритмічний розрив. В середині композиції музика затихає, після чого звучить досить тривалий «spoken word», що є фрагментом з телевізійного шоу «Рок-політик», в якому Адріано Челентано вів бесіди на політичні теми. Після цього фрагменту пісня знову знаходить початковий характер. У заключній композиції «Il mutuo», як і в пісні «Non so più cosa fare», теж присутній монолог Челентано в мовній формі.

## Комерційний успіх і реакція критики
Альбом позитивно зустрінутий критикою і публікою. Більшість музичних оглядачів відмітило несподівані стилістичні рішення і високу якість аранжувань. Схвально оцінений і вокал Челентано — голос звучить неймовірно бадьоро і чисто. В Італії диск став двічі платиновим, продано близько 200 тисяч примірників альбому. В італійському чарті диск знаходився на третьому місці. Альбом увійшов в десятку найкращих альбомів 2011 року за версією радіостанції «Вести ФМ».
Музичний оглядач газети «Коммерсант» Борис Барабанов позитивно відгукнувся щодо альбому, зазначивши:
«„Facciamo finta che sia vero“ — альбом, іскристий фантазією, несподіваними поворотами аранжувань, свіжими мелодіями, знайомими солодкими гармоніями і потужними соціальними висловлюваннями»Оригінальний текст (рос.)
«„Facciamo finta che sia vero“ — альбом, искрящийся фантазией, неожиданными поворотами аранжировок, свежими мелодиями, знакомыми сладкими гармониями и мощными социальными высказываниями»
Портал Ізвестія.ру теж дав позитивну оцінку новому диску:
«Альбом по-хорошому передбачуваний. Звичайно, міркування на тему корупції, революції, влада грошей і бездуховності в світі чистогану з вуст одного з найбагатших людей Італії виглядали б умоглядно, якби мова йшла не про Челентано. Слова "політика", "економіка" і "спред" звучали на його альбомах (поряд зі словом "романтика") і раніше. І так це погано, що один з найбільш шанованих світових артистів висловлюється на теми, про які інші музиканти воліють мовчати або просто не зможуть їх чітко сформулювати? Тим більше що дві найважливіші складові пісень Челентано — музика і неповторний голос — на „Facciamo finta che sia vero“ так само прекрасні, як і раніше»Оригінальний текст (рос.)
«Альбом по-хорошему предсказуем. Конечно, рассуждения на тему коррупции, революции, власти денег и бездуховности в мире чистогана из уст одного из самых богатых людей Италии выглядели бы умозрительно, если бы речь шла не о Челентано. Слова "политика", "экономика" и "спрэд" звучали на его альбомах (наряду со словом "романтика") и раньше. И так ли это плохо, что один из самых уважаемых мировых артистов высказывается на темы, о которых другие музыканты предпочитают молчать или просто не смогут их чётко сформулировать? Тем более что две самые важные составляющие песен Челентано — музыка и неповторимый голос — на „Facciamo finta che sia vero“ так же великолепны, как и прежде»

## Трек-лист
Альбом складається з дев'яти композицій, п'ять з яких Адріано виконав сольно, а чотири — спільно з іншими співаками.
| #     | Назва                                                                                      | Автор слів                    | Автор музики                  | Тривалість |
| ----- | ------------------------------------------------------------------------------------------ | ----------------------------- | ----------------------------- | ---------- |
| 1.    | «Non ti accorgevi di me» («Ти не помічала мене» [з групою «Negramaro»])                    | Джуліано Санджорджі           | Джуліано Санджорджі           | 3:10       |
| 2.    | «Ti penso e cambia il mondo» («Думаю про тебе, і світ змінюється»)                         | Пачіфіко                      | Стівен Ліпсон, Маттео Саджезе | 4:25       |
| 3.    | «Facciamo finta che sia vero» («Припустимо, що це правда» [з Франко Баттіато])             | Франко Баттіато               | Нікола Пьовані                | 3:26       |
| 4.    | «Non so più cosa fare» («Я вже не знаю, що робити» [з Санджорджі, Баттіато та Джованотті]) | Адріано Челентано             | Ману Чао                      | 6:31       |
| 5.    | «Anna parte» («Анна їде»)                                                                  | Коррадо та Камілло Кастелларі | Коррадо Кастелларі            | 3:25       |
| 6.    | «Fuoco nel vento» (Багаття на вітрі)                                                       | Лоренцо Джованотті            | Маттео Саджезе                | 4:22       |
| 7.    | «La cumbia di chi cambia»                                                                  | Лоренцо Джованотті            | Лоренцо Джованотті            | 4:13       |
| 8.    | «La mezza luna» («Півмісяць» [з Рафаелем Гуалацці та Трілоком Гурту])                      | Фред Ігнор                    | Хейно Гейз                    | 3:29       |
| 9.    | «Il mutuo» («Позичка»)                                                                     | Адріано Челентано             | Адріано Челентано             | 6:56       |
| 38:35 |                                                                                            |                               |                               |            |

## Перелік синглів
| #  | Назва                                        | Автор                                   | Тривалість |
| -- | -------------------------------------------- | --------------------------------------- | ---------- |
| 1. | «Non ti accorgevi di me» (21 жовтня 2011)    | Джуліано Санджорджі                     | 3:10       |
| 2. | «Non so più cosa fare» (2 грудня 2011)       | Ману Чао, Челентано                     | 6:31       |
| 3. | «Ti penso e cambia il mondo» (13 січня 2012) | Пачіфіко, Стівен Ліпсон, Маттео Саджезе | 4:25       |
| 4. | «Anna parte» (27 квітня 2012)                | Коррадо і Камілло Кастелларі            | 3:25       |
| 5. | «La cumbia di chi cambia» (1 червня 2012)    | Лоренцо Джованотті                      | 4:13       |

## Учасники запису

### Музиканти
- Адріано Челентано — вокал (трек 1-9), бек-вокал (трек 4, 7, 9), продюсування.
- Джуліано Санджорджі — вокал, фортепіано, гітара (трек 1).
- Емануеле Спедікато — гітара (трек 1).
- Ерманно Карла — бас-гітара (трек 1).
- Даніло Таско — ударна установка (трек 1).
- Андреа Маріано — фортепіано, синтезатори (трек 1).
- Андреа Де Рокко — семплер (трек 1)
- Пітер Мюррей — фортепіано (трек 2, 6).
- Філ Палмер — аранжування (трек 2, 6), гітара (трек 6).
- Натан Іст — бас-гітара (трек 2, 6).
- Стівен Феррон — ударні (трек 2, 6).
- Лола Фегалі, Антонелла Пепе — бек-вокал (трек 2, 6, 9).
- Сільвіо Поццолі, Морено Феррара — бек-вокал (трек 2, 6).
- К'яра Вергаті — бек-вокал (трек 9).
- Нікола П'йовані — аранжування (трек 3).
- Давіде Тальяп'єтра — гітара, бас-гітара (трек 4, 5, 7-9).
- Крістіан Рігано — клавішні (трек 4, 5, 8).
- Мікеле Канова — програмування, бас (трек 4, 5), клавішні, аранжування (трек 4, 5, 7-9).
- Трілок Гурту — перкусія (трек 8).
- Рафаель Гуалацці — вокал, фортепіано (трек 8).
- Массімо Морганті, Карло П'єрмартіре — тромбон (трек 8).
- Енріко Бенвенуті — тенор-саксофон (трек 8).
- Массімо Валентіні — саксофон-контральто, сопрано і баритон (трек 8).
- Луїджі Фаджі Гріджоні — труба (трек 8).

### Технічний персонал
- Клаудія Морі — головний координатор.
- Піно Піскетола — зведення (трек 2, 6).
- Джузеппе Конте — звуковий асистент (трек 8).

## Технічні дані
Реєстрація
- «Officine Meccaniche Recording Studios», Мілан (доріжка 1).
- «Forward Studios», Гроттаферрата (Рим) (доріжки 2, 6).
- «Forum Music Village», Рим (доріжка 3).
- «Studio Kaneepa», Мілан (доріжки 4, 5, 7, 9).

Запис
- «Air Studio», Гальб'яте (LC); «Pinaxa Studio», Мілан.

## Чарти і сертифікації
| Країна    | Позиція |
| --------- | ------- |
| Італія    | 3       |
| Росія     | 8       |
| Швейцарія | 33      |

| Країна | Статус        | Продаж |
| ------ | ------------- | ------ |
| Італія | 2× Платиновий | 154560 |

| Італія  | Італія | Італія | Італія | Італія | Італія | Італія | Італія | Італія | Італія | Італія | Італія | Італія | Італія | Італія | Італія | Італія | Італія | Італія | Італія | Італія | Італія | Італія | Італія |
| Неділя  | 01     | 02     | 03     | 04     | 05     | 06     | 07     | 08     | 09     | 10     | 11     | 12     | 13     | 14     | 15     | 16     | 17     | 18     | 19     | 20     | 21     | 22     | 23     |
| ------- | ------ | ------ | ------ | ------ | ------ | ------ | ------ | ------ | ------ | ------ | ------ | ------ | ------ | ------ | ------ | ------ | ------ | ------ | ------ | ------ | ------ | ------ | ------ |
| Позиція | 4      | 7      | 3      | 3      | 4      | 5      | 6      | 5      | 10     | 12     | 12     | 10     | 3      | 7      | 11     | 6      | 9      | 18     | 16     | 27     | 34     | 41     | 51     |

| Країна (2011) | Позиція |
| ------------- | ------- |
| Італія        | 11      |

## Видання
| Назва                                              | Лейбл                                                        | Маркування                     | Країна | Рік  |
| -------------------------------------------------- | ------------------------------------------------------------ | ------------------------------ | ------ | ---- |
| Facciamo Finta Che Sia Vero (CD)                   | Clan Celentano                                               | CLN 2098                       | Італія | 2011 |
| Facciamo Finta Che Sia Vero (CD, Unofficial)       | Clan Celentano, Universal Music Group                        | CLN 2098                       | Росія  | 2011 |
| Facciamo Finta Che Sia Vero (CD, Unofficial, Dig)  | Clan Celentano, Universal Music Group, Universal Music Group | CLN 2098, 4607147909362, 30218 | Росія  | 2011 |
| Facciamo Finta Che Sia Vero (LP, Pic)              | Clan Celentano                                               | CLN 2098-1                     | Європа | 2011 |
| Facciamo Finta Che Sia Vero (CD, Dig)              | Clan Celentano, Universal Music Group                        | 4605026711242                  | Росія  | 2012 |
| Facciamo Finta Che Sia Vero (CD, Dlx + DVD-V, PAL) | Clan Celentano, Clan Celentano                               | CLN 2107-2, CLN 2107-5         | Європа | 2012 |